# Jacoba Surie
Jacoba Surie (Amsterdam, 5 de setembre de 1879 – 5 de febrer de 1970) va ser una aquarel·lista, artista gràfic, dibuixant, litògrafa i pintora holandesa.
Va estudiar a la Teekenschool voor den Werkenden Stand (Escola de dibuix) i a la Rijksakademie van beeldende kunsten (Acadèmia Nacional de Belles Arts), on va ser deixebla de l'escultor Joseph Mendes da Costa i de la retratista neerlandesa Coba Ritsema.
Va ser membre de l'associació d'artistes holandesa Arti et Amicitiae i del Pulchri Estudi. És considerada una del Amsterdamse Joffers, grup de dones artistes d'Amsterdam del darrer quart del segle xix que es reunien setmanalment per a pintar i mostrar juntes les seves obres, dins d'un impressionisme tardà.
Va treballar a Amsterdam i també a Itàlia i França. Surie va pintar sobretot escenes de gènere, paisatges urbans, retrats i natures mortes, i va ser professora de la pintora Bettine Flesseman.
El 1913 va guanyar el premi Willink van Collen per la seva obra i el 1929 va rebre una medalla d'or de la reina Wilhelmina.
A casa nostra, la seva obra es va poder veure a l'Exposició d'Art de Barcelona de l'any 1922, en la qual va exposar una natura morta.
Va morir a Amsterdam i va ser enterrada a Zorgvlied.
La seva obra es conserva a les col·leccions del Stedelijk Museum Amsterdam, del Gemeentemuseum Den Haag i del Gemeentemuseum Helmond.